# Elitserien i baseboll 1982
Elitserien i baseboll 1982 var den för 1982 års säsong högsta serien i baseboll i Sverige. Totalt deltog 8 lag i serien, där alla lag spelade mot varandra tre gånger vilket gav totalt 21 omgångar. Efter detta gick de fyra främsta vidare till slutspel och de fyra sämsta till nedflyttningsserien. Vinnaren av slutspelet blev svenska mästare och förloraren av nedflyttningsserien flyttades ner.

## Grundserien
| Nr | Lag             | Matcher | Vunna | Förlorade | Vinstprocent |
| -- | --------------- | ------- | ----- | --------- | ------------ |
| 1  | Bagarmossen     | 21      | 17    | 4         | 0.810        |
| 2  | Leksand         | 21      | 16    | 5         | 0.762        |
| 3  | Sundbyberg      | 21      | 15    | 6         | 0.714        |
| 4  | Skarpnäck       | 21      | 14    | 7         | 0.667        |
| 5  | Ljusdal Strikes | 21      | 10    | 11        | 0.476        |
| 6  | Sundsvall       | 21      | 6     | 15        | 0.286        |
| 7  | Skellefteå      | 21      | 4     | 17        | 0.190        |
| 8  | Kungsängen      | 21      | 2     | 19        | 0.095        |

## Slutspel

### Semifinal
| Nr | Lag         | Matcher | Vunna | Förlorade | Vinstprocent |
| -- | ----------- | ------- | ----- | --------- | ------------ |
| 1  | Bagarmossen | 3       | 3     | 0         | 1.000        |
| 2  | Skarpnäck   | 3       | 0     | 3         | 0.000        |

| Nr | Lag        | Matcher | Vunna | Förlorade | Vinstprocent |
| -- | ---------- | ------- | ----- | --------- | ------------ |
| 1  | Leksand    | 4       | 3     | 1         | 0.750        |
| 2  | Sundbyberg | 4       | 1     | 3         | 0.250        |

### Final
| Nr | Lag         | Matcher | Vunna | Förlorade | Vinstprocent |
| -- | ----------- | ------- | ----- | --------- | ------------ |
| 1  | Leksand     | 3       | 3     | 0         | 1.000        |
| 2  | Bagarmossen | 3       | 0     | 3         | 0.000        |

## Nedflyttningsserien
Serien blev inställd, men Skellefteå flyttades ner.

### Webbkällor
- Svenska Baseboll- och Softbollförbundet, Elitserien 1963-